# Museo di preistoria e protostoria della Valle del Fiora
Il Museo di preistoria e protostoria della Valle del Fiora è un museo situato a Manciano, in provincia di Grosseto.

## Storia
Il museo fu inaugurato nel 1985 all'interno di Palazzo Nardelli, già Meus, edificio costruito tra il 1824 e il 1848 nelle adiacenze della rocca aldobrandesca. Lo scopo del museo è quello di documentare un lungo periodo di tempo che va dal Paleolitico all'età del Bronzo finale nei territori della valle del Fiora. Le principali campagne di scavo nel territorio mancianese furono condotte dall'archeologa Nuccia Negroni Catacchio dell'Università Statale di Milano. Nel 1995 l'allestimento è stato ampliato e completato con una videoteca interattiva. Dal 2004 il museo è inserito nella rete museale provinciale Musei di Maremma.

## Sale espositive
Il percorso didattico inizia in una sala in cui sono illustrate le caratteristiche storico-ambientali della valle del Fiora e in cui sono introdotti metodi e finalità della ricerca archeologica. La visita continua nelle sale del museo in un percorso che affronta i vari periodi della preistoria a partire dal Paleolitico, corredando pannelli esplicativi con reperti rinvenuti nelle varie campagne di scavo. Sono visibili alcuni strumenti litici del territorio di Vulci e ben settecentonovantanove manufatti – schegge, ciottoli – ritrovati a Montauto risalenti al Paleolitico inferiore; ma anche resti di animali, come quelli di un elefante preistorico (Elephas antiquus), rinvenuti nel 1965 in una cava di farina presso Valle Nocchia, Pitigliano, a testimonianza della presenza in epoca antichissima di elefanti e rinoceronti nei territori della Maremma. Dopo le testimonianze del Paleolitico medio e superiore, provenienti in buona parte dalle zone pedemontane del Monte Amiata, un'altra sala introduce il visitatore al Neolitico, periodo in cui vengono prodotte le prime ceramiche e in cui gli uomini si stabiliscono in villaggi stabili e scoprono l'allevamento e la coltivazione della terra. Nelle vetrine sono esposte punte di freccia, utensili litici, asce di pietra levigata e altre pietre lavorate, resti di antiche fusaiole; vengono documentate le prime capanne – come quella di Poggio Olivastro nel viterbese – e appare l'ossidiana, vetro vulcanico: alcuni esemplari rinvenuti nella zona di Manciano sono di probabile importazione dalla Sardegna. I maggiori reperti del Neolitico esposti in questa sala provengono da Pitigliano (Vacasio, Poggio Lucio) e da Manciano (Poderi del Bufalo).
Il percorso prosegue introducendo il visitatore all'età del Rame, quando l'uomo iniziava a lavorare per la prima volta i metalli. Nell'area della valle del Fiora, tra la Maremma a sud di Grosseto e la Tuscia viterbese, vide la luce a partire dal IV millennio a.C. la civiltà di Rinaldone, così chiamata dal nome di una località nei pressi di Montefiascone dove venne scoperta per la prima volta: nei territori grossetani sono state ritrovate numerose necropoli riferibili proprio a questa civiltà, ma nessun centro abitato. Numerosi reperti – corredi funebri tra cui spiccano i cosiddetti vasi a fiasco – sono stati rinvenuti nella grotta dei Sassi Neri, presso Capalbio, in varie località del mancianese (Lasconcino, Le Calle, Poggio Capanne) e nelle necropoli di Corano, Poggialti Vallelunga e Poggio Formica, nei dintorni di Pitigliano. La civiltà di Rinaldone scomparve per cause sconosciute agli inizi del II millennio a.C..
Infine, le ultime sale documentano il periodo dell'età del Bronzo, esponendo numerosi frammenti di ceramiche provenienti da varie località della valle del Fiora; sono anche conservati alcuni bronzi dal ripostiglio di Montemerano ed una collezione di asce e pugnali da Sovana e dal Monte Amiata. Il visitatore può anche osservare alcuni corredi delle tombe a incinerazione del Bagnatoio e di Cavallin del Bufalo e dagli abitati di Poggio Buco (località Le Sparne) e delle Sorgenti della Nova, riferibili all'età del Bronzo finale. L'ultima sala è infine dedicata all'antico abitato di Scarceta (Manciano), ininterrottamente frequentato dal Bronzo medio al Bronzo finale e scoperto casualmente nel 1959 da Valeriana Monaci, una giovane pastorella, mentre guidava il gregge di pecore lungo il pianoro. Durante le sei campagne di scavo, effettuati a partire dal 1970, sono state riportate alla luce quarantuno strutture, molte delle quali capanne; al museo sono esposti numerosi reperti rinvenuti in loco: chiodi, collane, contenitori per cibi, anelli, giocattoli, una piccola figura antropomorfa, un frammento di pavimento in concotto, perfettamente conservato, e anche alcuni interessanti frammenti di ceramica micenea.